# (30883) de Broglie
(30883) de Broglie (1992 SW16) – planetoida z grupy pasa głównego asteroid okrążająca Słońce w ciągu 4,21 lat w średniej odległości 2,61 j.a. Odkryta 24 września 1992 roku.